# René Rieubon
 (juin 2021).
Si vous disposez d'ouvrages ou d'articles de référence ou si vous connaissez des sites web de qualité traitant du thème abordé ici, merci de compléter l'article en donnant les références utiles à sa vérifiabilité et en les liant à la section « Notes et références ».
René Rieubon  né le 4 mars 1918 à La Grand-Combe et mort le 13 janvier 2011 à Miramas, est un homme politique français.

## Biographie
Ajusteur de profession, il travaille aux chantiers navals de Provence, il adhère et milite à la CGTU à partir de 1936.
Proche des communistes, il n'adhère cependant au PCF que pendant la guerre, en 1942, lorsqu'il participe à la résistance au sein des FTP, dont le groupe local est animé par Charles Scarpelli. Son engagement lui vaut la Croix de Guerre au titre de la Résistance.
Une bonne partie de son activité consiste à noyauter le syndicat "corporatif" officiel, mis en place par le régime de Vichy pour mener auprès des ouvriers des chantiers navals un travail politique de résistance. C'est à cette occasion qu'il rencontre Charles Renaud et François Caparros, qui l'accompagneront après guerre dans son parcours politique.
Dès le début de l'année 1944, il coordonne l'action revendicative des ouvriers métallurgistes des Bouches-du-Rhône et du Var et mène une grève, en mars, aux chantiers navals, pour les salaires et l'amélioration du ravitaillement, alors même que les chantiers étaient sous la coupe de l'armée allemande. Il échappe de peu à l'arrestation par la Gestapo, sans doute grâce au préfet Jacques Bussière, qui en subit les conséquences : celui-ci, en effet, mourra en déportation. L'intervention de Jules Crétinon, maire de Port-de-Bouc mis en place par Vichy mais très patriote, a peut-être aussi participé à ce que les "meneurs" de la grève échappent à la répression.
Participant à la Libération de la ville, en août 1944, il est désigné président du comité local de libération et de la délégation spéciale d'administration de la ville, il est élu maire à la tête d'une municipalité de gauche en avril 1945. Il conserve ensuite ce mandat pendant quarante-cinq ans, étant constamment réélu.
Son action personnelle se mêle à l'histoire de sa ville pendant toute la deuxième partie du XXe siècle : il est forcément à l'initiative de la mise en place de nombreux équipements (théâtre, médiathèque, vélodromme, salle des fêtes, etc.) ainsi que du développement de la zone industrielle de la Halle à Marée.
En 1962, il est choisi par le PCF pour reprendre la grande circonscription de Berre-Martigues-Istres-Salon-Gardanne, dans laquelle le député communiste sortant Lucien Lambert s'était présenté en 1958, mais avait été battu par Denis Padovani (SFIO).
Il est alors élu député, à la faveur d'une triangulaire qui l'oppose au sortant et à un candidat MRP, Jean Francou. Il conserve ensuite son siège jusqu'en 1986.
Le 26 février 1973, René Rieubon inaugure la zone industrielle de Port-de-Bouc, véritable poumon économique de la ville (60 entreprises installées environ), dans laquelle la ville a largement investi.
En novembre 1976, il dépose avec Vincent Porelli une proposition de loi à l'Assemblée nationale visant à nationaliser les entreprises du secteur de la sidérurgie. Celle-ci ne sera pas adoptée, l'Assemblée Nationale étant à majorité de droite.
En 1986, il se ne représente pas, et entame un retrait progressif de la vie politique. Réélu maire en 1989, il cède son fauteuil un an après à Michel Vaxès, son colistier.
Son action est reconnue par la Légion d'Honneur, qui lui est décernée cette année-là.

## Détail des mandats
- 1962-1986: député des Bouches-du-Rhône
- 1944-1990: maire de Port-de-Bouc

## Sources
Dictionnaire biographique du mouvement ouvrier (Maitron), notice de Gérard Leidet